# Lyttomeloe
Lyttomeloe is een geslacht van kevers uit de familie oliekevers (Meloidae).
Het geslacht is voor het eerst wetenschappelijk beschreven in 1921 door Denier.

## Soorten
Het geslacht omvat de volgende soort:
- Lyttomeloe saulcyi (Guérin-Ménéville, 1834)